# جوزيف ماكدونالد (مصور)
جوزيف ماكدونالد (بالإنجليزية: Joseph MacDonald)‏ هو مصور ومصور سينمائي أمريكي، ولد في 15 ديسمبر 1906 في مدينة مكسيكو في المكسيك، وتوفي في 26 مايو 1968 في وودلاند هيلز، كاليفورنيا في الولايات المتحدة بسبب مرض.

## وصلات خارجية
- جوزيف مكدونالد على موقع IMDb (الإنجليزية)
- جوزيف مكدونالد على موقع ألو سيني (الفرنسية)
- جوزيف مكدونالد على موقع تيرنر كلاسيك موفيز (الإنجليزية)
- جوزيف مكدونالد على موقع أول موفي (الإنجليزية)
- جوزيف مكدونالد على موقع قاعدة بيانات الأفلام السويدية (السويدية)
- جوزيف مكدونالد على موقع قاعدة بيانات الفيلم (الإنجليزية)
- جوزيف مكدونالد على موقع كينوبويسك (الروسية)